# Li Desheng (Politiker)

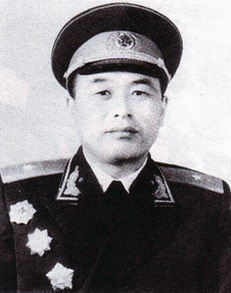
Li Desheng (1955)

Li Desheng (chinesisch 李德生, Pinyin Lǐ Déshēng; * 4. Mai 1916 im Kreis Xin, Provinz Henan; † 8. Mai 2011 in Peking) war ein chinesischer kommunistischer Politiker, General und Mitglied des Ständigen Ausschusses des Politbüros der Kommunistischen Partei Chinas.

## Herkunft und Zeit des Chinesischen Bürgerkrieges
Li Desheng entstammte ärmsten Verhältnissen aus der Bergregion von Dabie in der Provinz Henan. Bereits mit acht Jahren trug er als Kuhhirte zum Familienunterhalt bei. Seine Mutter verstarb, als er neun Jahre alt war. Nach dem Einmarsch der Rotchinesischen Arbeiter- und Bauernarmee während des Bürgerkrieges in sein Heimatdorf 1928 trat er deren Kinderregiment bei, dessen Kommandeur er bald darauf wurde.
Zwei Jahre später trat er als Vierzehnjähriger der chinesischen Roten Armee bei. In den folgenden Jahren war er Soldat in Transporteinheiten, sowie Parteisekretär. 1934 bis 1935 nahm er am „Langen Marsch“ teil, auf dem er während eines Kampfes schwer verwundet wurde. Wegen Befehlsverweigerung wurde er vom Kommandeur der 4. Armee, Zhang Guotao, aus der Kommunistischen Partei Chinas (KPCh) ausgeschlossen. Allerdings zeichnete er sich in den folgenden Jahren als Soldat aus.
Während des Zweiten Japanisch-Chinesischen Krieges diente er von Juli 1937 bis September 1945 in der 129. Division der 8. Armee und stieg dort vom Zugführer, Kompaniechef, Bataillonskommandeur zum Regimentskommandeur auf. Als solcher gewann er mehrere entscheidende Gefechte und erwarb dabei das Ansehen des Divisionskommandeurs Liu Bocheng und des Politkommissars der Division, Deng Xiaoping.
In den nach dem Zweiten Weltkrieg folgenden Bürgerkriegskämpfen gegen die Nationalrevolutionäre Armee der Kuomintang stieg er zum Brigadekommandeur und schließlich selbst zum Divisionskommandeur in den Provinzen Shanxi, Shandong, Hebei und Henan auf. Während dieser Zeit trug er entscheidend zum Sieg über die Kuomintang bei.

## Volksrepublik China

### Militärische Laufbahn
Nach der Gründung der Volksrepublik China am 1. Oktober 1949 blieb er Offizier in der Volksbefreiungsarmee.
Während des Koreakrieges vom 25. Juni 1950 bis zum 27. Juli 1953 war er zunächst Kommandeur der 35. Division und anschließend Stellvertretender Kommandeur der 12. Armee.
Nach der Rückkehr 1954 nach China blieb Li Kommandeur der 12. Armee und wurde auf diesem Posten 1955 zum Generalmajor befördert. Von 1957 bis 1960 absolvierte er ein Studium an der Generalstabsakademie. Anschließend kehrte er auf seinen Posten als Kommandeur der 12. Armee zurück.
Während der Kulturrevolution wurde er im Sommer 1967 von Ministerpräsident Zhou Enlai beauftragt, aufkeimende Unruhen in der Provinz Anhui zu bekämpfen. Neben seiner neu begonnenen politischen Laufbahn wurde er 1969 zunächst Mitglied der Zentralen Militärkommission (ZMK) und Leiter der Politischen Abteilung der Militärregion Peking, ehe er 1971 Kommandeur der Militärregion Peking wurde. Ende 1973 wurde er Kommandeur der Militärregion Shenyang, die den gesamten Nordosten Chinas umfasste. Auf diesem Posten verblieb er bis 1985.
Anschließend wurde er im November 1985 Politkommissar und Sekretär des Parteikomitees der neu gegründeten Nationalen Verteidigungsuniversität. 1988 wurde er zum General befördert. 1990 wurde General Li Desheng in den Ruhestand verabschiedet.

### Politische Laufbahn
Auf dem 9. Parteitag der Kommunistischen Partei Chinas (KPCh) wurde er 1969 zum Kandidaten des Politbüro und zum Mitglied des Zentralkomitees (ZK) gewählt. Dem ZK gehörte er bis zum 13. Parteitag 1987 an.
Auf dem 10. Parteitag 1973 wurde er zum Stellvertretenden Vorsitzenden der KPCh und Mitglied des Ständigen Ausschusses des Politbüros der Kommunistischen Partei Chinas gewählt. Damit gehörte er dem engsten Führungskreis der Parteiführung an. Aus diesen Ämtern schied er jedoch bereits im Dezember 1975 aus. Nachfolger als Stellvertretender Vorsitzender der KPCh wurde dabei Deng Xiaoping.
Auf dem 11. Parteitag der KPCh im August 1977 wurde er jedoch erneut zum Mitglied des Politbüros des ZK gewählt. 1985 schied er aus dem Politbüro aus.

## Familie
Seine Frau Cao Yunlian ist Ehrenvorsitzende der YRM Foundation, einer Wohltätigkeitsstiftung, die von der Witwe des Spitzenpolitikers Chen Yun, Yu Ruo Mu, gegründet wurde.
Sein Sohn Li Nanzheng schlug ebenfalls eine militärische Laufbahn ein und war unter anderem Chef des Stabes der Militärregion Shenyang.